# Nicolas Fuss
Nicolas Fuss, también conocido como Nikolai Fuss o Niklaus Fuss o Nicolaus Fuss, nacido el 29 de enero de 1755 en Bâle (Suiza) y fallecido el 4 de enero de 1826 en San Petersburgo (Rusia), fue un destacado matemático de su época, de origen suizo.

## Biografía
Por recomendación de Daniel Bernoulli, Fuss se instaló en San Petersburgo para trabajar como asistente en matemática de Leonhard Euler , entre 1773 y 1783. Se casó con la nieta del maestro, quien estaba casi ciego, y a quien le ayudó a redactar cerca de 250 artículos.
Fuss estuvo presente el día del fallecimiento de Euler, en compañía de Anders Lexell. Con este último, concretó una contribución importante en el dominio de la trigonometría esférica.
Luego siguió sus trabajos sobre ecuaciones diferenciales, geometría diferencial, óptica de microscopios y de telescopios, y sobre la ciencia actuarial. También trabajó en geometría euclidiana, y en especial en el llamado Problema de Apolonio.
En 1778, obtuvo el premio de la Academia de Ciencias de Francia por su trabajo « Recherche sur le dérangement d'une comète qui passe près d'une planète » (« Investigación sobre la alteración de un cometa que pasa cerca de un planeta »).
En 1790, Fuss pasó a ser profesor de la Escuela de Infantería de San Petersburgo, y en 1797, fue elegido miembro extranjero de la Real Academia de las Ciencias de Suecia. Además y entre 1800 y 1826, Fuss fue secretario permanente de la Academia de Ciencias de Rusia en San Petersburgo.